# Isidro Juárez del Moral
Isidro Juárez del Moral (Burgos, 2 de gener de 1956) va ser un ciclista espanyol, que fou professional entre 1977 i 1986. La victòria més important l'aconseguí amb una victòria d'etapa a la Volta a Espanya.
L'any 1979 va aconseguir guanyar el Campionat d'Espanya en ruta, però setmanes més tard fou desposseït del triomf per donar positiu per Propilhexedrina en un control. El títol passa a Faustino Rupérez.

## Palmarès
- 1979
  - Vencedor d'una etapa a la Volta al País Basc
  - Vencedor d'una etapa a la Volta a Cantàbria
  - Campió d'Espanya en ruta[1]
- 1980
  - Vencedor d'una etapa a la Volta a Aragó
- 1981
  - 1r a la Volta a La Rioja i vencedor d'una etapa
- 1982
  - Vencedor d'una etapa a la Volta a Burgos
- 1984
  - Vencedor d'una etapa a la Volta a Astúries
- 1985
  - Vencedor d'una etapa a la Volta a Espanya

### Resultats a la Volta a Espanya
- 1977. 49è de la classificació general
- 1978. No surt (17a etapa)
- 1979. 49è de la classificació general
- 1980. 48è de la classificació general
- 1982. 42è de la classificació general
- 1983. 39è de la classificació general
- 1984. 55è de la classificació general
- 1985. 63è de la classificació general. Vencedor d'una etapa
- 1986. 66è de la classificació general

### Resultats al Giro d'Itàlia
- 1982. 56è de la classificació general